# Malerwinkelhaus

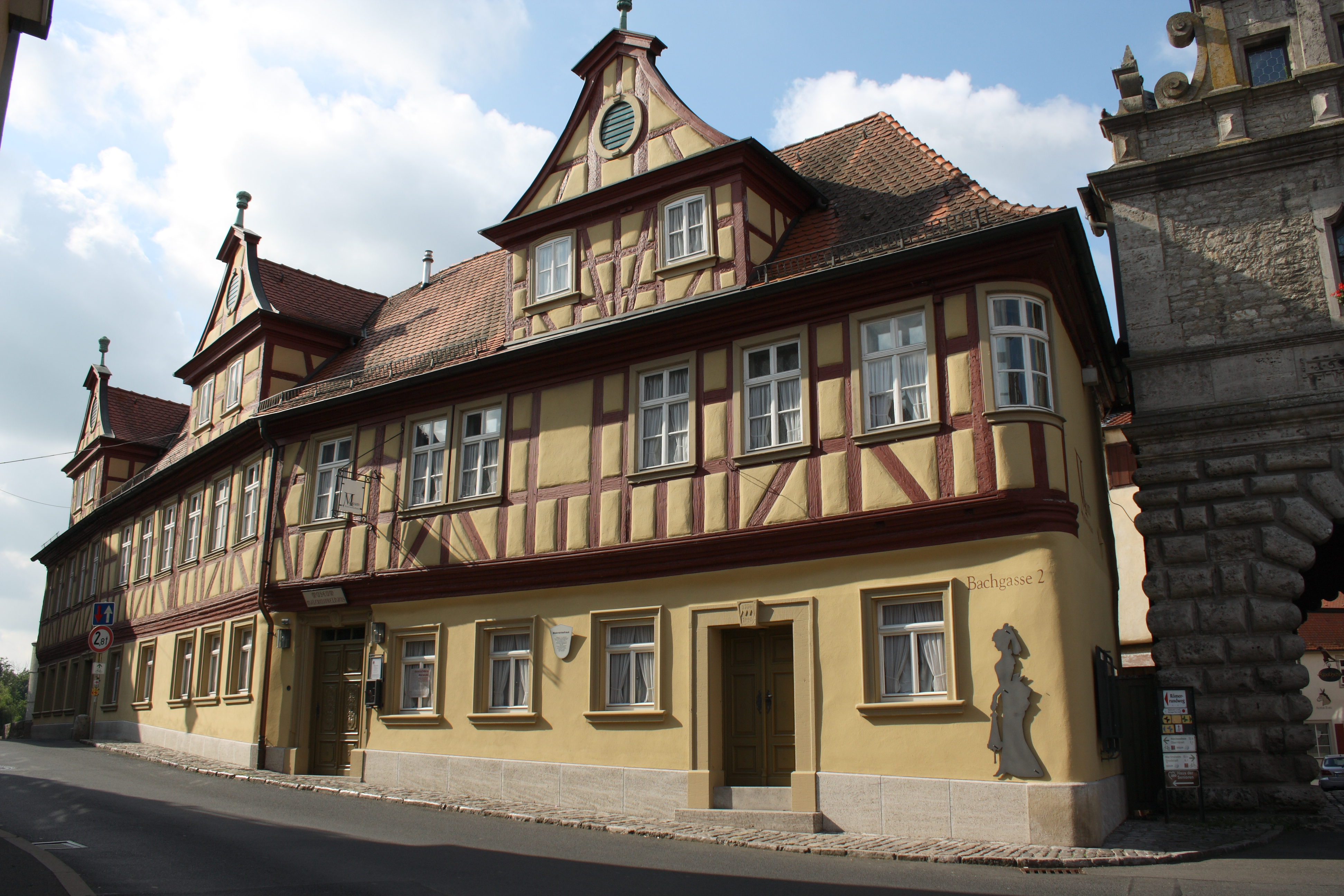
Das Malerwinkelhaus in Marktbreit

Das Malerwinkelhaus (auch Haus am Maintor, Adresse Bachgasse 2, ehemalige Hausnummer 31) ist ein denkmalgeschütztes Gebäude in der Kernstadt des unterfränkischen Marktbreit. Lange Zeit wurde es als Handelshaus genutzt, ehe man hier das Museum Malerwinkelhaus Marktbreit unterbrachte.

## Geschichte

### Bis ins 18. Jahrhundert
Die Geschichte des Malerwinkelhauses ist eng mit der der Marktbreiter Ortsbefestigung verbunden. Um 1600 wurde das Maintor errichtet, zugleich nahm man eine Einfassung des Breitbaches vor. Um die neuen Befestigungen entstanden einige Häuser, die nun nach obrigkeitlichen Vorgaben einheitliches Aussehen bekommen sollten. Wahrscheinlich existierte bereits 1570 ein Haus an der Stelle des späteren Malerwinkelhauses, das sogenannte „Krämerhäuslein auf der Brucken“.
Der älteste Bauteil des heutigen Hauses entstand dann im Zuge der Befestigung. Damals wurde es das Haus „an dem Maintor uff der Bachmauer“ genannt. Es besaß nur ein Geschoss und wurde in der Folgezeit in zwei Bauabschnitten erweitert. Die heute sichtbaren Elemente entstammen zumeist dem Ende des 18. Jahrhunderts. Im 17. Jahrhundert soll das Haus von drei Nadlern bewohnt worden sein, die allerdings nicht in den Quellen erwähnt werden.
Die ersten nachweisbaren Bewohner des Hauses waren der Tuchscherer Peter Berthold und seine Frau Regina Susanna Rab aus Kleinlangheim. Berthold war im Zuge der Förderung des Tuchhandels durch Johann Adolf Graf von Schwarzenberg ab 1663 an den Main gekommen und stammte ursprünglich aus dem Vogtland. Das Ehepaar, das 1670 geheiratet hatte, richtete in dem Haus einen Verkaufs- und Vorratsraum für Schnittwaren ein. Die Lage des Hauses an einem Schnittpunkt mehrerer Straßen führte zu einem raschen Anwachsen der Kundschaft.
Nach dem Tod des Peter Berthold heiratete seine Frau 1678 den Handlungsdiener Jakob Rößer, der aus Feuchtwangen stammte. Als Rößer ebenfalls gestorben war, ehelichte Regina Susanna 1690 erneut. Diesemal den Segnitzer Häckersohn Johann Christoph Marschall, der bereits einen Erweiterungsbau am Haus etablierte. Sein Stiefsohn Georg Rößer errichtete das Haus 1705 neu. Mit dem Sohn des Georg Rößer verschwindet die Familie allerdings aus den Quellen.

### Bis heute
Als Nächstes ist der württembergische Kaufmann Johann Gottlieb Pfleiderer im späteren Malerwinkelhaus nachweisbar. Er hatte in die Marktbreiter Kaufmannsfamilie Günther eingeheiratet und eröffnete im Haus einen Handel für Spezereien, Fett- und Farbwaren. Pfleiderer übergab den Laden an seinen Stiefsohn Johann Adam Günther, der die Kaufmannstochter Maria Magdalena Vogtherr heiratete. Die Kinder der Familie erbten das Anwesen 1815.

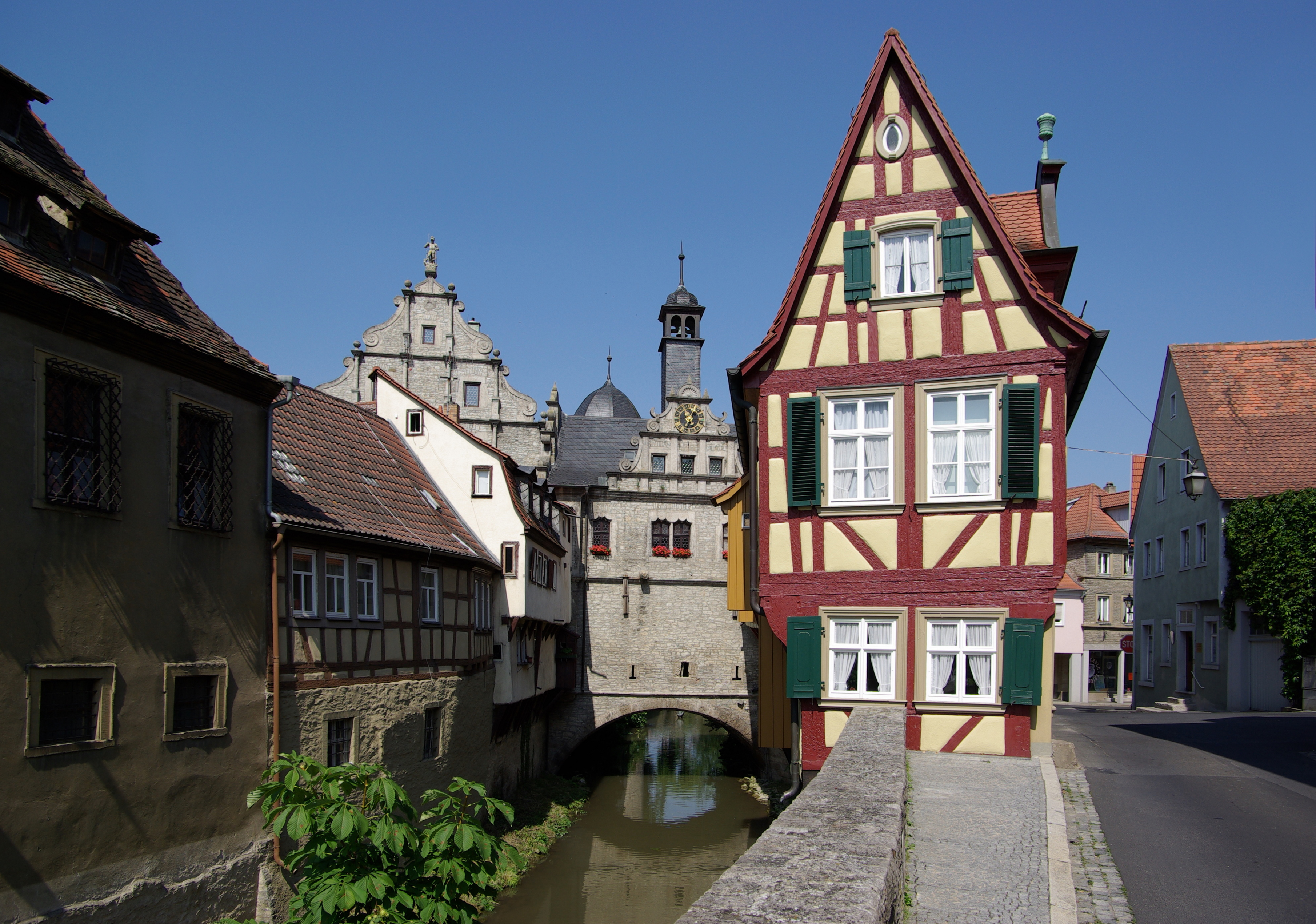
Das Ensemble aus Breitbach, Maintor und dem Malerwinkelhaus

So führten die Geschwister Adam Günther (1785–1824) und Eleonora Friederike Günther (1791–1868), verheiratete Tauber den Laden noch einige Zeit gemeinsam. 1819 zogen die Schwester der Ehefrau Adam Günthers mit ihrem Mann in das Haus ein. Maria Magdalena und Johann Ferdinand Unger aus Ansbach lebten hier, ehe ihr gemeinsamer Sohn Heinrich Unger das Haus „vor dem Maintore“ 1839 von der Witwe des Adam Günther für 2400 Gulden kaufte.
Nun folgten mehrere Besitzerwechsel. 1863 erwarb Johann Martin May das Anwesen, ehe es 1878 bis 1908 im Besitz der Kaufmanns- und Weinhändlerfamilie Müller war. Zeitweise lebten bis zu 17 Menschen im Malerwinkelhaus, das in mehrere Wohneinheiten aufgeteilt war. Zwischen 1909 und 1912 besaß der Kaufmann Eugen Diemer das Haus, ehe das Ehepaar Hüssner 1912 einen Kolonialwarenladen einrichteten, nachdem sie das Haus am Bach für 24000 Mark von Diemer gekauft hatten.
Zwischenzeitlich war in den Räumlichkeiten 1925 die Druckerei der Familie Thiele untergebracht. Noch 1925 wurde das Anwesen allerdings von Martha Wencker aus Ansbach gekauft, die mehrere Mietwohnungen einrichtete. 1928 hatte Katharina Amendt das Haus inne und nahm mehrere bauliche Veränderungen vor. So bestand zu diesem Zeitpunkt eine Garage im Mittelteil des Anwesens. Gleichzeitig betrieb man bis 1936 einen Friseurladen in einem Teil des Hauses. Im Erdgeschoss verkaufte Edmund Brand ab 1932 Lebensmittel.
Während des Zweiten Weltkrieges wurde die Fassade des Hauses teilweise zerstört, wobei man zunächst nur provisorische Ausbesserungen vornahm. 1961 nahm die Familie Brand, die das Haus inzwischen erworben hatten, weitere Veränderungen vor. So passte man das Gebäude 1961 an die Erfordernisse eines kleinen Selbstbedienungs-Lebensmittelladens an. Während des Autobahnbaus waren im Haus Arbeiter untergebracht. Im Jahr 1981 erwarb Hartwig Zobel das Malerwinkelhaus.
Zobel verkaufte den Bau am 14. Oktober 1985 an die Stadt Marktbreit, die 1987 mit der Sanierung des einsturzgefährdeten Gebäudes begann.  1991 brachte man in den Räumlichkeiten das künftige Museum Malerwinkelhaus Marktbreit unter. Heute wird in der Ausstellung im Haus die Rolle der Frau in der Geschichte Marktbreits beleuchtet. Daneben werden hier Funde um das ehemalige Römerlager Marktbreit am sogenannten Kapellenberg gezeigt.

### Hausname
Der Name Malerwinkelhaus leitet sich von der Position des Hauses ab, das zwischen Breitbach und Maintor ein beliebtes Motiv für Künstler darstellt. Allerdings erhielt das Haus diesen Namen erst in den 1950er Jahren. Damals bestand in unmittelbarer Nähe zu dem Fachwerkbau ein Café, das diesen Namen hatte. In der Folgezeit übertrug sich die Bezeichnung auf das Haus selbst. Zuvor bestanden im Ort vielfältige Bezeichnungen für das Anwesen, das zumeist mit seiner Nähe zum Maintor beschrieben wurde.

## Beschreibung
Das Haus Bachgasse 2 wird vom Bayerischen Landesamt für Denkmalpflege als Baudenkmal eingeordnet. Daneben werden untertägige Überreste von Vorgängerbauten als Bodendenkmal verzeichnet. Außerdem ist es Teil des Bauensembles Altstadt Marktbreit. Es präsentiert sich heute als zweigeschossiger Traufseitbau mit Steilsatteldach und Fachwerk. Das Fachwerk war noch um 1900 unter einer Putzschicht verborgen und wurde erst in den 1920er Jahren freigelegt.
Der heutige Bau entstand im Laufe mehrerer Jahrhunderte. So können insgesamt drei Bauphasen identifiziert werden. Im Kern verweisen dendrochronologische Untersuchungen aus den 1980er Jahren auf einen Ursprungsbau des 17. Jahrhunderts. Am Ende des 18. Jahrhunderts nahm man Umbauten vor, die noch heute das Haus prägen. So wurden die drei charakteristischen Zwerchhäuser damals angebaut und auf der Bachseite erhielt das Haus seine Schleppgauben.